# Gabbeh (Teppich)

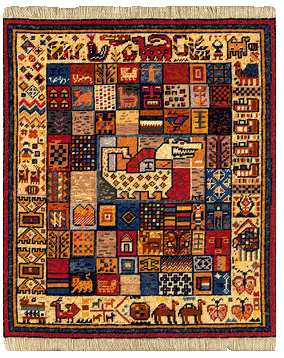
Ein Gabbe-Teppich

Ein Gabbeh (persisch گبه Gabbe, lurisch und kurdisch gava, bachtiarisch khersak) ist ein traditioneller handgeknüpfter Perserteppich grober Knüpfung. Charakteristisch für ihn ist die Verwendung eines abstrakten Designs, meist großer Farbflächen und ein spielerischer Umgang mit geometrischen Figuren.
Die vermutlich aus Lorestan stammenden Teppiche werden heute von Stämmen wie Kaschgai, Luren, Bachtiaren, Kohkīlūyeh va Boyer Ahmadi, Mamassani, Chamse, Afscharen und nomadisierenden Arabern in der südwestlichen Provinz Fars hergestellt.
Als Material wird vor allem Schafs- und Ziegenwolle verwendet, die ausschließlich mit natürlichen Farbstoffen gefärbt wird. Charakteristisch ist eine meist ausdrucksvolle, leuchtende Farbwahl. Die Knüpffäden werden aus zwei kräftigen Fäden zusammengedreht und sowohl mit dem persischen Senneh-Knoten als dem türkischen (Ghiordes)-Knoten verarbeitet.
Die Knüpfdichte beträgt dabei meist weniger als 70.000 pro m². So entsteht insgesamt ein recht grob geknüpfter, weicher Teppich mit einem hohen Gebrauchswert.
Ein Gabbeh diente ursprünglich ausschließlich dem Hausgebrauch. Er war für eine einzelne Person (meist eine Frau) vorgesehen. Seit den 1980er Jahren nahm im Westen das Interesse an dieser Art Teppich enorm zu und entwickelte sich in den 1990ern zu einem regelrechten Boom. Weitere Produktionsländer sind inzwischen Indien, Afghanistan, China und die Türkei.